# Hiroshi Noguchi
Hiroshi Noguchi (野口 裕司?, Noguchi Hiroshi; 25 febbraio 1972) è un ex calciatore giapponese, di ruolo difensore.